# チンキー
チンキー（英: Chinky or Chinkie）とは、隙間などを意味する「Chink」から派生した言葉で、「裂けた目を持つ人」という意で東洋人を卑下する隠語。チョンキー（Chonky）と言う場合もある。イギリスやアメリカなど英語を母国語とする国だけではなく、インドなどでも使われている中国人の蔑称である。
移民の数が多かった中国人（中華民族 = 漢民族）を主にさすが、ステレオタイプな細い目の顔の東洋人全般への蔑称であり、朝鮮人、日本人など出身を区別せずに言う場合もあって、特に中国人だけをさしているわけではない。